# Trirhacus dubiosa
Trirhacus dubiosa är en insektsart som beskrevs av Wagner 1961. Trirhacus dubiosa ingår i släktet Trirhacus och familjen kilstritar.
Artens utbredningsområde är Kroatien. Inga underarter finns listade i Catalogue of Life.